# Stare Glinki
Stare Glinki – wieś sołecka w Polsce położona w województwie mazowieckim, w powiecie makowskim, w gminie Sypniewo.
Wieś szlachecka Glinki Stare położona była w drugiej połowie XVI wieku w powiecie różańskim ziemi różańskiej. W latach 1975–1998 miejscowość administracyjnie należała do województwa ostrołęckiego.
Wierni Kościoła rzymskokatolickiego należą do parafii św. Jana Chrzciciela w Sypniewie.